# Alou Badra Diallo
Alou Badra Diallo (Bamako, 30 dicembre 1969) è un allenatore di calcio maliano.

## Carriera
Nella stagione 2011–2012 guida il Djoliba alla vittoria del campionato maliano.

## Palmarès

### Club

#### Competizioni nazionali
- Campionato maliano: 1

Djoliba: 2011-2012